# Electropunk
Electropunk is een muziekstijl waarbij, ondanks het gebruik van synthesizers en sequencers, een chaotische, ongepolijste sound wordt nagestreefd, gecombineerd met het minimalisme en de attitudes uit de punk. 
De wortels van de Electropunk liggen in New York, waar muziekproject Suicide in het midden van de jaren zeventig experimenteerde met de combinatie van punk en elektronica. In 1978 liet Daniel Miller onder zijn artiestennaam The Normal aan een breder publiek horen dat punk en de synthesizer elkaar niet beten. Zijn Warm Leatherette was een internationale hit. In de jaren tachtig werd het gebruik van elektronica in punk en new wave geaccepteerder. Denk hierbij aan bands als Wire, Die Krupps, DAF, Devo, Alien Sex Fiend en parodieband Sigue Sigue Sputnik.
Nauw verwant is de Dance-punk stroming uit het begin van de 21e eeuw uit New York, Liars, LCD Soundsystem, The Rapture en Clap Your Hands Say Yeah.